# Siège d'Alexandrie (1801)
Pour les articles homonymes, voir Siège d'Alexandrie.
Campagne d'Égypte
Batailles
Guerre de la Deuxième Coalition
- St George's Caye (navale) (09-1798)
- Nicopolis (10-1798)
- Corfou (11-1798)
- Copenhague (navale) (04-1801)
- Algésiras (navale) (06-1801)

Campagne de Hollande
- Callantsoog (08-1799)
- Vlieter (08-1799)
- Zyp (09-1799)
- Bergen (09-1799)
- Alkmaar (10-1799)
- Castricum (10-1799)

Campagne de Suisse
- Ostrach (03-1799)
- Feldkirch (03-1799)
- 1re Stockach (03-1799)
- Frauenfeld (05-1799) (en)
- Winterthour (05-1799)
- 1re Zurich (06-1799)
- Schwytz (08-1799)
- Amsteg (08-1799) (en)
- Saint-Gothard (09-1799)
- 2e Zurich (09-1799)
- Linth (09-1799) (en)
- Muten (10-1799) (ru)
- Engen (05-1800)
- 2e Stockach (05-1800)
- Moesskirch (05-1800)
- Biberach (05-1800)
- Erbach (05-1800)
- Höchstädt (06-1800)
- Ampfing (12-1800)
- Hohenlinden (12-1800)

Campagne d'Égypte
- Malte 1 (06-1798)
- Malte 2 (06-1798)
- Alexandrie (07-1798)
- Chebreiss (07-1798)
- Pyramides (07-1798)
- 1re Aboukir (08-1798)
- Salheyeh (08-1798)
- Malte 3 (09-1798)
- Sédiman (10-1798)
- Caire (10-1798)
- Samanouth (01-1799)
- El Arish (02-1799)
- Syène (02-1799)
- Jaffa (03-1799)
- Saint-Jean-d'Acre (03-1799)
- Mont-Thabor (04-1799)
- 2e Aboukir (07-1799)
- Damiette (11-1799)
- Héliopolis (03-1800)
- 3e Aboukir (03-1801)
- Mandora (03-1801)
- Canope (03-1801)
- Fort Jullien (04-1801)
- Le Caire (06-1801) (en)
- Alexandrie (08-1801)

2e Campagne d'Italie
- Vérone (03-1799)
- Magnano (04-1799)
- Cassano (04-1799)
- Mantoue (04-1799)
- Bassignana (05-1799)
- 1re Marengo (05-1799) (en)
- Modène (06-1799) (en)
- Trebbia (06-1799)
- 2e Marengo (06-1799) (en)
- Novi 1 (08-1799)
- Rome (09-1799)
- Mannheim (09-1799) (en)
- Novi 2 (10-1799) (en)
- Genola (11-1799)
- Gênes (04-1800)
- Sassello (04-1800) (en)
- Fort Bard (05-1800)
- Verceil (05-1800)
- Turbigo (05-1800)
- Montebello (06-1800)
- 3e Marengo (06-1800)
- Pozzolo (12-1800)

Le siège d'Alexandrie qui se déroula du  17 août au 2 septembre 1801, entre les forces françaises et britanniques, fut la dernière action de la campagne d'Égypte.

## Contexte
Les Français occupent Alexandrie, ville portuaire fortifiée sur le delta du Nil dans le Nord de l'Égypte, depuis le 2 juillet 1798.
Le 21 mars 1801 les Britanniques sont victorieux à la bataille de Canope, mais le général Ralph Abercromby est mortellement blessé. Le général John Hely-Hutchinson prend alors le commandement.
Le 27 juin, assiégé dans Le Caire par les forces Britanniques, Turcs et Mamelouks, le général Belliard obtient une capitulation honorable, et ramène en France les troupes placées sous ses ordres.

## La reddition
Le 2 septembre, les Français qui occupent Alexandrie depuis 1798 acceptent à leur tour de se rendre. Selon les termes de la reddition, tous les navires et l'artillerie disponibles ayant été remis aux Britanniques, les hommes sont autorisés à garder leurs armes et leurs bagages personnels et sont renvoyés en France à bord de navires britanniques.

## Commémoration
La rue d'Alexandrie à Paris rappelle le souvenir de ce siège.

## Sources
- (en) Cet article est partiellement ou en totalité issu de l’article de Wikipédia en anglais intitulé « Siege of Alexandria » (voir la liste des auteurs) dans sa version du 16 juin 2008.
- Journal de l'expédition anglaise en Égypte dans l'année mil huit cent un - de Th Walls - 1823